# North Killingsworth Street megállóhely
North Killingsworth Street megállóhely a Metropolitan Area Express sárga vonalának, valamint a TriMet 72-es autóbuszának megállója az Oregon állambeli Portlandben.
A villamosmegálló szélső peronjai az Interstate sugárút és az északi Killingsworth utca találkozásánál, a kereszteződés két oldalán helyezkednek el. Az állomás műtárgyai az afrikai művészetet elevenítik fel.

## Autóbuszok
- 72 – Killingsworth/82nd Ave (Dry Dock◄►Clackamas Town Center Transit Center)[1]

| Előző állomás                      |  | Metropolitan Area Express |  | Következő állomás                 |
| ---------------------------------- |  | ------------------------- |  | --------------------------------- |
| N Prescott Sttovább PSU South felé |  | Sárga vonal               |  | Rosa Parkstovább Expo Center felé |

## Fordítás
- Ez a szócikk részben vagy egészben  a   North Killingsworth Street MAX Station című angol Wikipédia-szócikk ezen változatának fordításán alapul.  Az eredeti cikk szerkesztőit annak laptörténete sorolja fel. Ez a jelzés csupán a megfogalmazás eredetét és a szerzői jogokat jelzi, nem szolgál a cikkben szereplő információk forrásmegjelöléseként.